# Drosophila ocampoae
Drosophila ocampoae este o specie de muște din genul Drosophila, familia Drosophilidae, descrisă de Ruiz-fiegalan în anul 2003.
Este endemică în Filipine. Conform Catalogue of Life specia Drosophila ocampoae nu are subspecii cunoscute.